# Obol Investment
Obol Investment var ett fondbolag registrerat på Brittiska Jungfruöarna som framförallt ägnade sig åt pensionsförvaltning.[källa behövs] Under 2000-talet sponsrade företaget ett flertal föreningar inom svensk idrott. Man var även huvudsponsor för Svenska basketligan, som under en kort period kallades Obol Basketball League. I december 2007 begärdes företaget i konkurs av investerare som trots begäran inte fått ut några av sina investerade medel. Efter konkursförhandling i Örebro tingsrätt försattes företaget i konkurs i maj 2008. Till konkursförvaltare förordnades advokaten Einar Wanhainen.
Obol Investments verksamhet är under utredning av Ekobrottsmyndigheten som har inlett en förundersökning för grovt bedrägeri.
Aftonbladet berättade den 4 december 2006 att bolagets jurist blivit dömd till fängelse för trolöshet mot huvudman men att domen överklagades.
I media har Obolaffären jämförts med Trustorhärvan. Föreningen Aktiespararna bedömde att Obol kan ha förskingrat 250 miljoner kronor från personer och företag bara i Norrbotten.
Ordet obol har sitt ursprung i ett mynt (karonsmynt) som förekommer i den grekiska mytologin och i det gamla Grekland. Uttalet skall ligga på det andra o:et, jmf. "För en enda fattig Obol" (åbåål). Se uppslagsordet Obol.